# De Stenen Tafel (molen)
De Stenen Tafel is een onderslag watermolen in Borculo in de Nederlandse gemeente Berkelland. De molen bestaat uit twee delen: een koren- en pelmolen op de ene oever en een voormalige oliemolen (later verbouwd tot korenmolen) op de andere. In beide molens bevindt zich tegenwoordig een restaurant. De molen bevindt zich op "Het Eiland", op een zijtak van de Berkel.
De molen stamt uit de 18e eeuw en heeft een aantal voorgangers gehad. Van oudsher behoorde hij tot de goederen van de heerlijkheid Borculo. De gemeente Borculo werd in eigenaar van het gehele molencomplex en heeft het van 1966 tot 1970 volledig laten restaureren. Eind 2007 kochten de restauranthouders het complex van de gemeente Berkelland.

## Geschiedenis
In de archieven van de Heerlijkheid Borculo bevindt zich een document waaruit blijkt dat in 1776 "de water-, koorn-, oly- en eekmoolen te Borculo jaarlijks in pagt doet 1700 gulden".

## De Stenen Tafel
De rechtermolen (in de stroomrichting gezien) heeft tot ca. 1875 als korenmolen gediend en is daarna verbouwd tot cichoreifabriek. In 1880 brandde deze af, om het jaar erop te worden herbouwd. De gemeente Borculo kocht deze molen in 1957. Na de restauratie werd het gebouw verhuurd aan de familie Vlessert, die er een restaurant in vestigde. In 1994 werd het beheer van het restaurant overgedragen aan de huidige restauranthouders Raymond Prinsen (kok) en Gea Meppelink. Van 1999 tot 2011 had het restaurant een Michelinster. In december 2010 werd bekend dat het restaurant per 1 april 2011 zou sluiten. In 2019 is een nieuwe horecagelegenheid in het gebouw gevestigd, met de naam Proeflokaal 01.
In het restaurant is achter een hekje het tandrad te zien dat door het waterrad wordt aangedreven.

## De Olliemölle

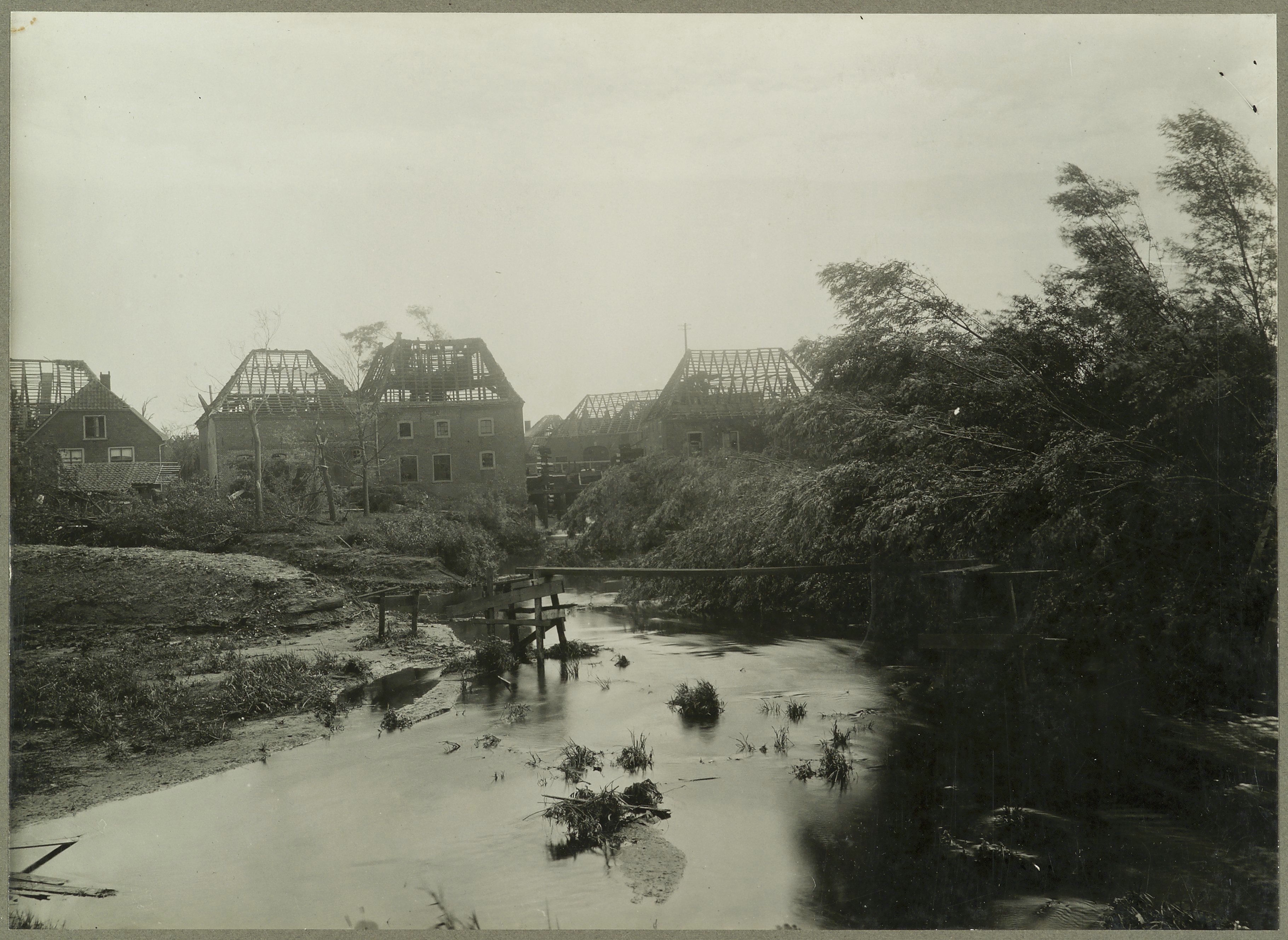
De twee molens gezien na de stormramp van 1925.

Deze molen is de kleinste van de twee en is, zoals de naam doet vermoeden, gebouwd als oliemolen. In 1920 heeft een verbouwing tot korenmolen plaatsgevonden. In 1924 kocht de gemeente deze molen; sinds 1978 wordt ook dit deel van het complex als restaurant gebruikt. In 2008 ontving deze bistro een Bib Gourmand van Michelin.